# Miro des mangroves
Peneothello pulverulenta
Espèce
Synonymes
Peneoenanthe pulverulenta, Eopsaltria pulverulenta
Statut de conservation UICN

 LC  : Préoccupation mineure
Le Miro des mangroves (Peneothello pulverulenta) est une espèce de passereaux de la famille des Petroicidae.

## Répartition
Il vit dans le nord de l'Australie, les îles Aru et la Nouvelle-Guinée.

## Habitat
Il habite les mangroves tropicales et subtropicales.

## Nidification
Il fait son nid au-dessus de l'eau, pendu à l'extrémité des branches de palmiers du genre Calamus.